# Schloss Schwarzbach (Schlesien)

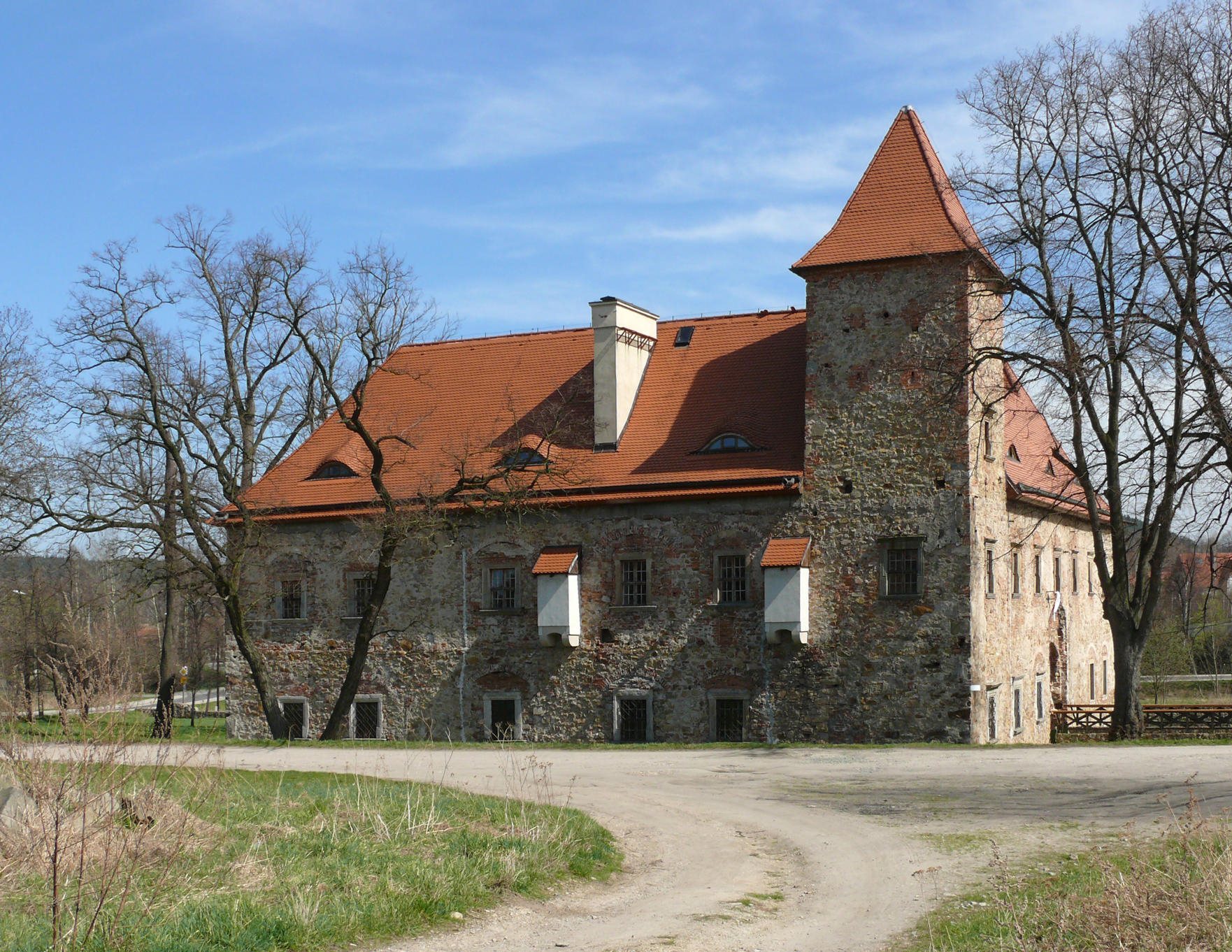
Schloss Schwarzbach

Schloss Schwarzbach polnisch Dwór Czarne ist ein Schloss in Czarne (Schwarzbach), einem Ortsteil von Jelenia Góra (Hirschberg), in der Woiwodschaft Niederschlesien in Polen.

## Geschichte
Archäologisch lässt sich ein vierseitig von einem Wassergraben umgebener Hof feststellen, der um 1500 von Caspar I. von Schaffgotsch erworben wurde. Dessen Enkel Caspar II. ließ 1559 das Schloss als geschlossene Vierflügelanlage errichten, die an der Westseite einen Turm hatte. Im Dreißigjährigen Krieg brannte das Schloss aus und wurde durch Ernst von Nimptsch wiederaufgebaut. im Jahr 1679 wurde es der Stadt Hirschberg verkauft, die es bis 1945 verpachtete. Nach einem Brand wurde Anfang des 18. Jahrhunderts ein weiterer Wohntrakt errichtet, der aber 1885 wieder abgebrochen wurde.
1945, nach dem Übergang des größten Teils Schlesiens an Polen, wurde das Schloss von der Landwirtschaftlichen Produktionsgenossenschaft übernommen. Auf Initiative einer Umweltgruppe wurde Ende der 1980er Jahre das marode Dach instand gesetzt. Bei der Restaurierung wurden historische Balkendecken und renaissancezeitliche Wandmalererein sowie das historische Wappenportal wiederhergestellt. 